# Kachumbari
El Kachumbari és una d'amanida de tomàquet i ceba fresca que és un plat popular a les cuines de la regió dels Grans Llacs d'Àfrica. És una amanida sense cuinar que consisteix en tomàquets picats, ceba i pebrot. Es poden trobar variacions de kachumbari a Kenya, Tanzània, Rwanda, Uganda, Burundi i als països del sud d'Àfrica de Malawi i Congo.
La paraula suahili kachumbari prové de la paraula índia cachumber.

## Usos
Kachumbari s'utilitza com a guarnició d'amanida per a un àpat principal. A Kenya, s'utilitza com a condiment servit amb pilau (pilav), mukimo, o un àpat de nyama choma (carn rostida) i ugali. A Tanzània, es menja amb arròs pilau o biryani. A Malawi, se sol menjar sol com qualsevol altre plat d'amanida, mentre que a Uganda se sol menjar amb nyama choma.

## Variacions
També s'hi poden afegir altres ingredients, com suc de llima o llimona, coriandre fresc (coriandre o dhania), julivert, alvocat o cogombre, i en alguns casos ginebra o vodka. Algunes variacions de receptes també demanen pebrots havanero o escocesos, amb un toc de pebre de caiena mòlt.
El kachumbari és popular a tota la regió dels Grans Llacs d'Àfrica i es pot menjar amb pilaf i biryani africà. Al Malawi, s'anomena sumu o shum o simplement «amanida de tomàquet i ceba».